# Кухче
Кухче (укр. Кухче) — село в Локницкой сельской общине Варашского района Ровненской области Украины.
До 2020 года входило в Заречненский район.
Население по переписи 2001 года составляло 843 человека. Почтовый индекс — 34034. Телефонный код — 3632. Код КОАТУУ — 5622282301.